# 源益
源 益（みなもと の まさる/すすむ、生年不詳 - 元慶7年11月10日（883年12月13日））は、平安時代前期の官人。嵯峨源氏、無位・源澄の孫で、従五位下・源蔭の子。母は陽成天皇の乳母・紀全子。 

## 経歴
元慶7年（883年）11月10日に殿上で天皇に近侍していたところ、突然何者かに殴殺された。内裏での事件であったことから秘密にされ、部外者に詳細は伏せられた。なお、内裏で死人が出たことにより、同月13日に予定されていた大原野祭を始めとして、同16日の新嘗祭、同17日の節会など、1ヶ月ほどの間各種の祭祀がことごとく中止となった。
『玉葉』には、陽成天皇が事件に関与していたとの風聞があったことが記されている。
以上の経緯から、殺害したのを陽成天皇本人とみる説が有力になっているが、一方で退位前後の陽成の振る舞いなどからの憶測に過ぎず、事件への関与を示す証拠はないとする指摘もある。

## 系譜
- 父：源蔭
- 母：紀全子
- 妻：不詳